# 莫尔泰罗内
莫尔泰罗内（義大利語：Morterone），是意大利莱科省的一个市镇。总面积13.41平方公里，人口38人，人口密度2.8人/平方公里（2009年）。2020年7月21日人口降低到29人。国家统计（ISTAT）代码为097055。

## 地理
莫尔泰罗内位于省会莱科东北7千米处，米兰东北50千米处。
周边市镇为巴拉比奥、布鲁马诺、卡西纳瓦尔萨西纳、克雷梅诺、莱科、莫焦和韦德塞塔。

## 节日和名胜
每年8月15日镇上庆祝其保护人圣母玛丽亚。

## 友好城市
- 義大利布鲁马诺 2007年

## 书籍
- Anna Ferrari-Bravo, Paola Colombini: Guida d’Italia. Lombardia (esclusa Milano). 米兰1987年, 345页
- Lombardia – Touring club italiano, Touring Editore (1999), ISBN 88-365-1325-5, Morterone Online （页面存档备份，存于）